# 克里姆卡 (別爾江斯克區)
46°56′15″N 36°28′14″E / 46.93750°N 36.47056°E
克里姆卡（烏克蘭語：Кримка）是位於烏克蘭東南部的村莊，由扎波羅熱州別爾江斯克區的安德里伊夫卡市鎮負責管轄。該村始建於1820年，面積0.72平方公里，海拔高度72米，2001年人口227，人口密度每平方公里314.4人。